# Nilanga
Nilanga es una ciudad y  municipio situada en el distrito de Latur en el estado de Maharashtra (India). Su población es de 36172 habitantes (2011). 

## Demografía
Según el censo de 2011 la población de Nilanga era de 36172 habitantes, de los cuales 18673 eran hombres y 17499 eran mujeres. Nilanga tiene una tasa media de alfabetización del 79,97%, inferior a la media estatal del 82,34%: la alfabetización masculina es del 85,84%, y la alfabetización femenina del 73,71%.